# L'Isle-d'Abeau
L'Isle-d'Abeau is een gemeente in het Franse departement Isère in de regio Auvergne-Rhône-Alpes. De gemeente telde 17.096 inwoners op 1 januari 2022. De plaats doet dienst als hoofdplaats van het gelijknamige kanton dat in het arrondissement La Tour-du-Pin ligt. L'Isle-d'Abeau is het centrum van een zogenaamde ville nouvelle.

## Geschiedenis
In de 14e eeuw werd het kasteel van Abeaulx gebouwd. Aan het begin van de 16e eeuw was dit kasteel eigendom van de machtige familie De Polloud. Later die eeuw werd het kasteel afgebroken. L'Isle-d'Abeau was een landbouwdorp waar aan tuinbouw werd gedaan.
In 1968 werd op nationaal niveau beslist hier een ville nouvelle te maken. De plaats werd gekozen vanwege de goede verbindingen via de autosnelweg A43 tussen Lyon en Grenoble. Naast L'Isle-d'Abeau maakten ook buurgemeenten Four, Saint-Quentin-Fallavier, Villefontaine en Vaulx-Milieu deel uit van deze ville nouvelle.

## Geografie
De oppervlakte van L'Isle-d'Abeau bedroeg op 1 januari 2022 9,11 vierkante kilometer; de bevolkingsdichtheid was toen 1.876,6 inwoners per km².

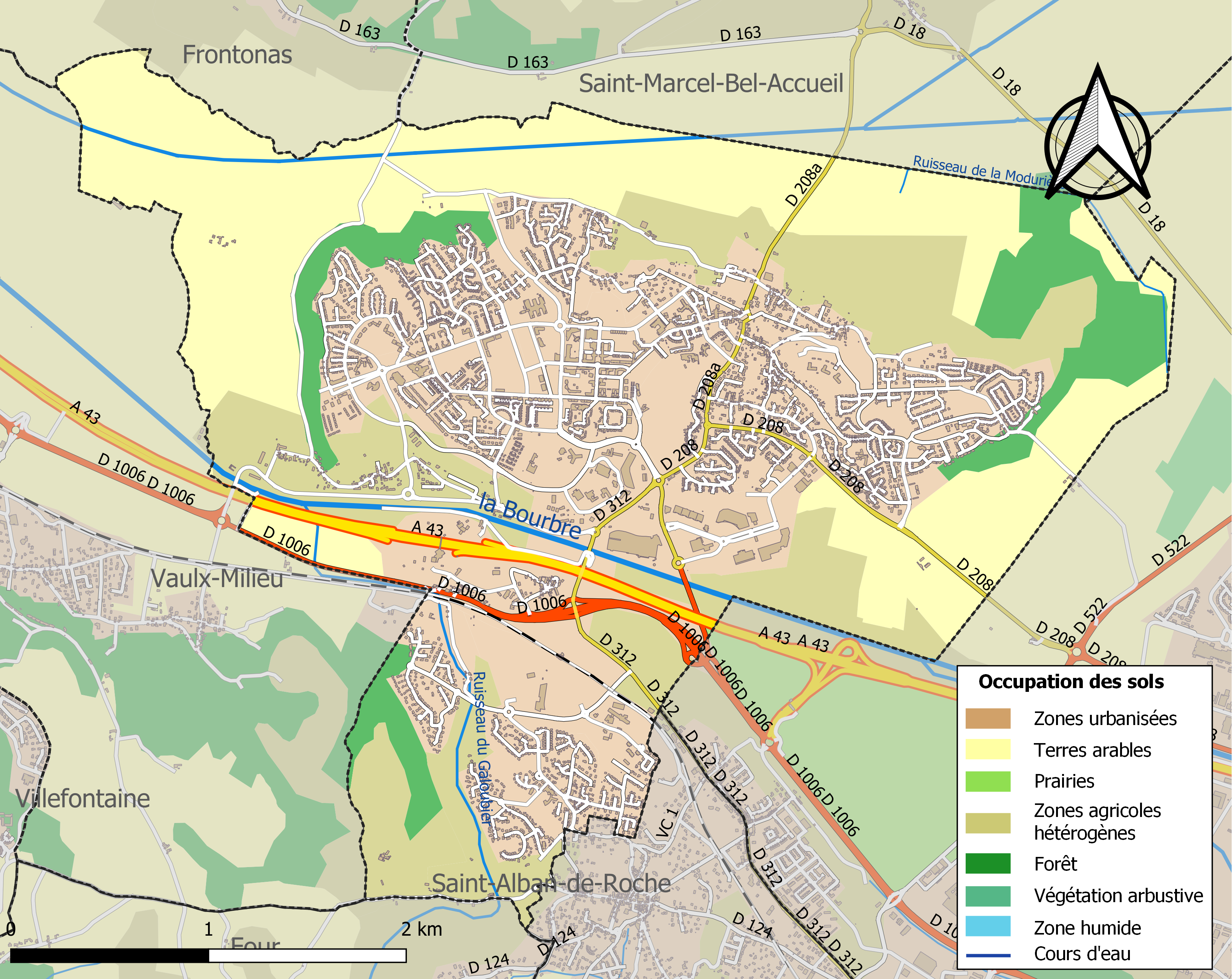
Kaart van de gemeente met de belangrijkste infrastructuur, bodemgebruik en omliggende gemeenten

## Verkeer en vervoer
In de gemeente ligt het spoorwegstation L'Isle-d'Abeau.
De autosnelweg A43 loopt door de gemeente.

## Demografie
Onderstaande figuur toont het verloop van het inwonertal (bron: INSEE-tellingen).

## Bezienswaardigheden
- Temple de Vaulx, een voormalige commanderij van de Tempeliers en later van de Hospitaalridders
- Kapel Sainte-Anne, voormalige kapel van het verdwenen kasteel van Abeaulx
- Kapel Saint-Germain, waarvan de oudste delen stammen uit de 11e eeuw

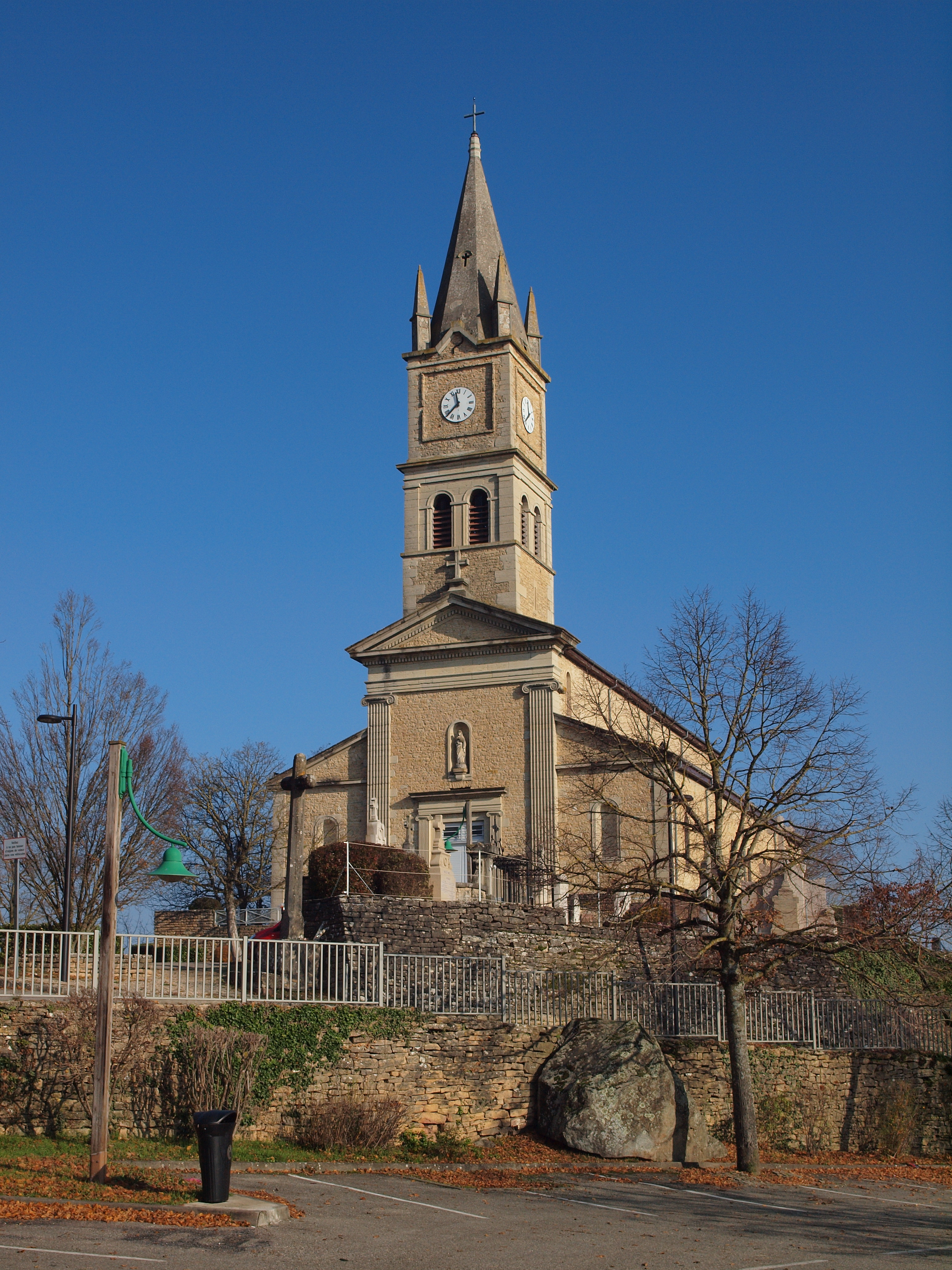
Kerk Saint-Pierre-et-Saint-Paul (19e eeuw)
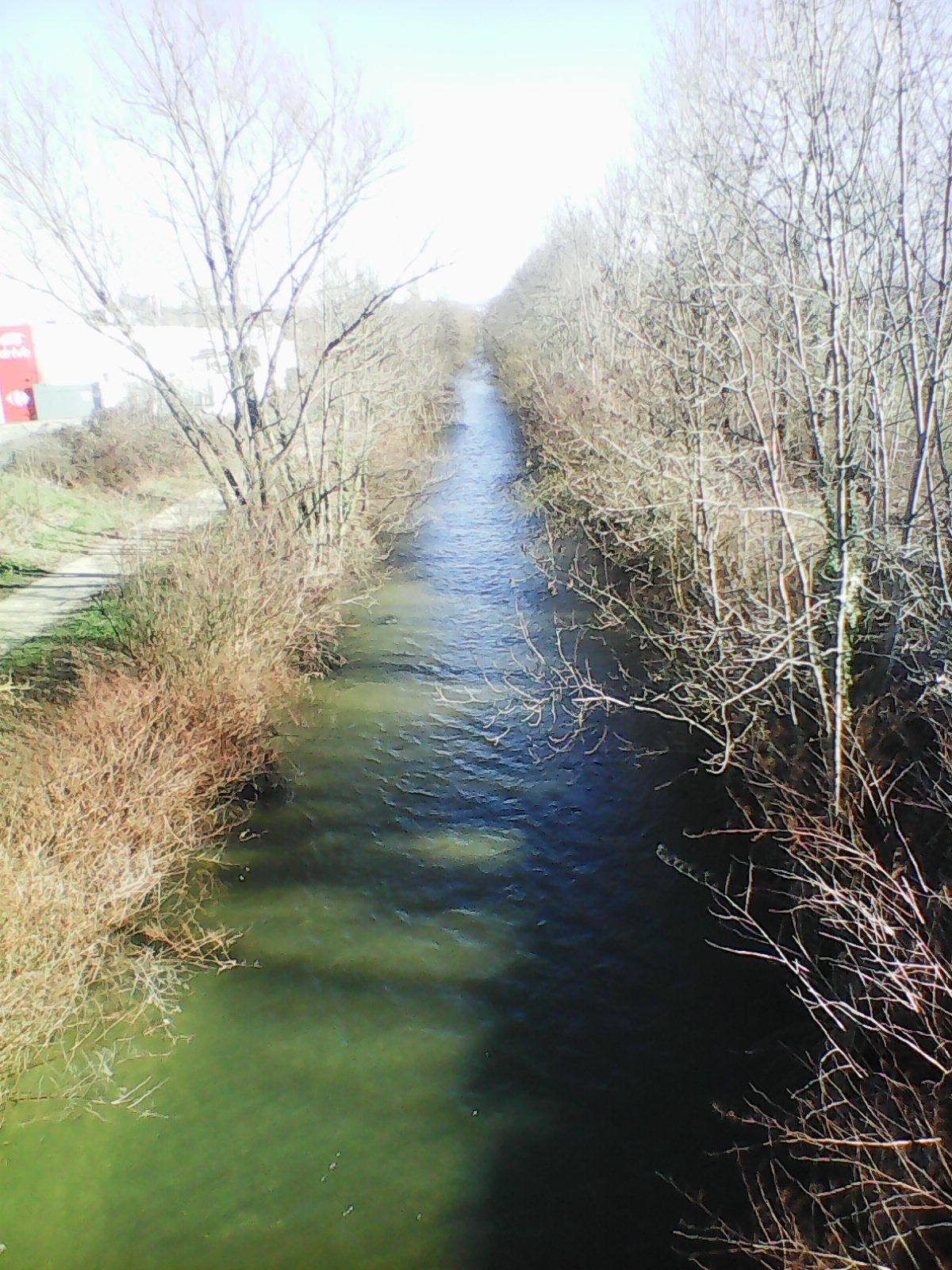
Kanaal van de Bourbre

## Sport
L'Isle-d'Abeau is één keer etappeplaats geweest in de wielerkoers Ronde van Frankrijk. In 1989 won de Italiaan Giovanni Fidanza er de etappe.